# أحمد بن الحسن الكلبي
أَحْمَد بْنُ الحَسَن الكَلْبِي (توفي سنة 969)، كان ثاني أمير كلبي على صقلية. وهو ابن الأمير الكلبي الأول الحسن بن علي الكلبي الذي حكم الجزيرة نيابة عن الدولة الفاطمية. خلف أحمد والده في مايو 953 حتى 968، باستثناء انقطاع قصير في 958/9. في ستينيات القرن التاسع عشر، قاد استكمال الفتح الإسلامي لصقلية من خلال الاستيلاء على آخر المعاقل البيزنطية في طبرمين وروميتا وهزيمة حملة الإغاثة البيزنطية. تم استدعاؤه إلى إفريقية للمشاركة في الفتح الفاطمي القادم لمصر، وتوفي هناك بعد فترة وجيزة.